# Gefährliche Zeugen
Gefährliche Zeugen (Originaltitel: Cappotto di legno) ist ein italienischer Kriminalfilm, der von Gianni Manera gedreht wurde. Er erhielt seine deutschsprachige Erstaufführung am 20. April 1988 auf Video.

## Handlung
Die Familie Talascio stammt aus den Abruzzen und ist vor vielen Jahren voller Hoffnungen nach Amerika aufgebrochen, wie so viele italienische Auswanderer verschiedener Herkunft und politischer Ausrichtung. In der neuen Heimat erleben sie Ghettoisierung und Arbeitslosigkeit; die Bekämpfung derer führt zur Auseinandersetzung mit der Staatsmacht. So hat Don Vincenzo angeordnet, dass, ob in New York, Marseille, Palermo oder Kalabrien, seine drei Söhne die Sizilianer um Alfio Torlo bekämpfen, die einen Familienschatz aus der Kirche gestohlen hatten. Der jüngste Sohn verliebt sich jedoch in Angela, die Tochter des Feindes. Daneben müssen sich die Familienangehörigen der Talascios auch mit einer farbigen Gangstergruppe und der Polizei auseinandersetzen.

## Kritik
„Herausgekommen ist epochaler Unsinn“ fasst Genrekenner Karsten Thurau das Ansinnen des Regisseurs und Hauptdarstellers Manera zusammen, ein Epos im Stile des Paten zu drehen. Als Gründe nennt er: „Figuren tauchen nach Belieben auf und verschwinden wieder, die Anschlüsse passen zu 90 % nicht zusammen und die Unterschiede im verwendeten Filmmaterial (…) werden klar ersichtlich.“ Auch das Lexikon des internationalen Films bemerkte die Unebenheiten des Werkes: „Der unsinnige Titel verbirgt die Geschichte einer spannungslos inszenierten Vendetta; viel grimmig dreinschauendes Personal und überstürzte Szenenwechsel sorgen dafür, daß sowohl am Interesse des Zuschauers als auch an der Realität der Mafia vorbeigefilmt wurde.“